# Neoaratus belzebul
Neoaratus belzebul là một loài ruồi trong họ Asilidae. Neoaratus belzebul được Macquart miêu tả năm 1838.